# Oleksandr Danyljuk

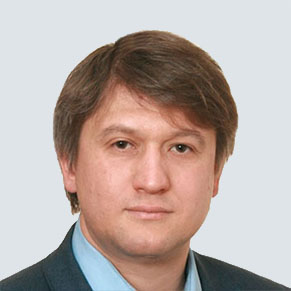
Oleksandr Danyljuk

Oleksandr Oleksandrowytsch Danyljuk (ukrainisch Олександр Олександрович Данилюк; * 22. Juli 1975 in Grigoriopol, Moldauische SSR) ist ein ukrainischer Politiker. Von April 2016 bis Anfang Juni 2018 war er Finanzminister der Ukraine und vom 28. Mai 2019 bis zum 30. September 2019 war er Sekretär des Nationalen Sicherheits- und Verteidigungsrats der Ukraine.

## Leben
Danyljuk studierte am Kiewer Institut für Investment-Management, an der Nationalen Technischen Universität der Ukraine „KPI“ und der School of Business (MBA) der Indiana University. Er spricht fünf Sprachen.
Nach dem Studium arbeitete er drei Jahre in London und Moskau an Projekten von Baker & McKenzie, und im Anschluss leitete er vier Jahre einen Londoner Investmentfonds.
Unter dem ukrainischen Präsidenten Wiktor Janukowytsch war Danyljuk bis zum 24. Februar 2014 unabhängiger Präsidentenberater und vom September 2010 an leitete er die Koordinationsstelle für die Umsetzung der Wirtschaftsreformen.
Am 17. Juli 2014 wurde Danyljuk zum ständigen Vertreter des Präsidenten der Ukraine im Ministerkabinett der Ukraine und am 25. September 2015 wurde er zum stellvertretenden Leiter der Präsidialverwaltung der Ukraine ernannt.
Seit einer Kabinettsumbildung am 14. April 2016 war Danyljuk in Nachfolge von Natalija Jaresko Finanzminister der Ukraine im Kabinett Hrojsman. Anfang Juni 2018 stimmte die Rada dafür, Danyljuk zu entlassen.
Am 28. Mai 2019 wurde er vom Präsidenten der Ukraine Wolodymyr Selenskyj zum Sekretär des Nationalen Sicherheits- und Verteidigungsrats der Ukraine ernannt. Am 27. September des gleichen Jahres stellte er einen Antrag auf Entlassung aus diesem Amt, dem der Präsident am 30. September 2019 stattgab.